# EPrix Sanya 2019
ePrix Sanya 2019 (formálně nazývána 2019 FWD Sanya E-Prix) se konala dne 23. března 2019 a byla šestým závodem sezóny 2018/19 šampionátu Formule E. Zároveň byla tato ePrix první ePrix Sanya, protože předchozí ePrix v Číně se konaly v Pekingu. Závod se jel na okruhu Haitang Bay Circuit ležícím v městě San-ja v provincii Chaj-nan v Číně.
Závod na 36 kol vyhrál Jean-Éric Vergne z týmu Techeetah-DS, který zajel i nejrychlejší kolo závodu. Na druhém místě dojel Oliver Rowland z týmu e.Dams-Nissan, startující z pole position, a na třetím místě António Félix da Costa z týmu Andretti-BMW.

## Výsledky

### Kvalifikace
| Pořadí | No. | Jezdec                 | Tým           | Čas      | Ztráta  | Start. pozice |
| ------ | --- | ---------------------- | ------------- | -------- | ------- | ------------- |
| 1      | 22  | Oliver Rowland         | e.Dams-Nissan | 1:07.945 | -       | 1             |
| 2      | 25  | Jean-Éric Vergne       | Techeetah-DS  | 1:08.045 | +0.100  | 2             |
| 3      | 28  | António Félix da Costa | Andretti-BMW  | 1:08.122 | +0.177  | 3             |
| 4      | 66  | Daniel Abt             | Audi          | 1:08.331 | +0.386  | 4             |
| 5      | 27  | Alexander Sims         | Andretti-BMW  | no time  | no time | 5             |
| 6      | 23  | Sébastien Buemi        | e.Dams-Nissan | 1:07.670 | -       | PL            |
| 7      | 36  | André Lotterer         | Techeetah-DS  | 1:08.371 | +0.701  | 7             |
| 8      | 64  | Jérôme d'Ambrosio      | Mahindra      | 1:08.372 | +0.702  | 8             |
| 9      | 94  | Pascal Wehrlein        | Mahindra      | 1:08.455 | +0.785  | 9             |
| 10     | 11  | Lucas Di Grassi        | Audi          | 1:08.468 | +0.798  | 10            |
| 11     | 48  | Edoardo Mortara        | Venturi       | 1:08.504 | +0.834  | 11            |
| 12     | 4   | Robin Frijns           | Virgin-Audi   | 1:08.546 | +0.876  | 12            |
| 13     | 5   | Stoffel Vandoorne      | HWA-Venturi   | 1:08.560 | +0.890  | 13            |
| 14     | 7   | José María López       | Dragon-Penske | 1:08.568 | +0.898  | 14            |
| 15     | 19  | Felipe Massa           | Venturi       | 1:08.585 | +0.915  | 15            |
| 16     | 2   | Sam Bird               | Virgin-Audi   | 1:08.641 | +0.971  | 16            |
| 17     | 8   | Tom Dillmann           | NIO           | 1:08.800 | +1.130  | 17            |
| 18     | 6   | Felipe Nasr            | Dragon-Penske | 1:08.823 | +1.153  | 18            |
| 19     | 16  | Oliver Turvey          | NIO           | 1:08.923 | +1.253  | 19            |
| 20     | 20  | Mitch Evans            | Jaguar        | 1:08.955 | +1.285  | 20            |
| 21     | 17  | Gary Paffett           | HWA-Venturi   | 1:09.072 | +1.402  | PL            |
| 22     | 3   | Nelson Piquet Jr.      | Jaguar        | 1:09.399 | +1.729  | 22            |
| Zdroj: |     |                        |               |          |         |               |

Poznámky
1. ↑  Sébastien Buemi byl diskvalifikován ze Super Pole pro nedodržení pravidel o brzdách.
2. ↑  Gary Paffett startoval z boxové uličky poté, co vyměnil jednu z mechanických částí na svém voze.

### Závod
| Pořadí | No. | Jezdec                 | Tým           | Kol | Čas/Nedokončil   | Start. pozice | Body |
| ------ | --- | ---------------------- | ------------- | --- | ---------------- | ------------- | ---- |
| 1      | 25  | Jean-Éric Vergne       | Techeetah-DS  | 36  | 1:02:50.185      | 2             | 26   |
| 2      | 22  | Oliver Rowland         | e.Dams-Nissan | 36  | +1.762           | 1             | 21   |
| 3      | 28  | António Félix da Costa | Andretti-BMW  | 36  | +3.268           | 3             | 15   |
| 4      | 36  | André Lotterer         | Techeetah-DS  | 36  | +4.631           | 7             | 12   |
| 5      | 66  | Daniel Abt             | Audi          | 36  | +5.972           | 4             | 10   |
| 6      | 64  | Jérôme d'Ambrosio      | Mahindra      | 36  | +17.340          | 8             | 8    |
| 7      | 94  | Pascal Wehrlein        | Mahindra      | 36  | +18.367          | 9             | 6    |
| 8      | 23  | Sébastien Buemi        | e.Dams-Nissan | 36  | +19.405          | PL            | 4    |
| 9      | 20  | Mitch Evans            | Jaguar        | 36  | +20.646          | 20            | 2    |
| 10     | 19  | Felipe Massa           | Venturi       | 36  | +27.739          | 15            | 1    |
| 11     | 16  | Oliver Turvey          | NIO           | 36  | +31.453          | 19            | 0    |
| 12     | 8   | Tom Dillmann           | NIO           | 36  | +32.654          | 17            | 0    |
| 13     | 48  | Edoardo Mortara        | Venturi       | 36  | +38.208          | 11            | 0    |
| 14     | 4   | Robin Frijns           | Virgin-Audi   | 35  | +1 kolo          | 12            | 0    |
| 15     | 11  | Lucas Di Grassi        | Audi          | 34  | +2 kola          | 10            | 0    |
| Ret    | 3   | Nelson Piquet Jr.      | Jaguar        | 21  | Nehoda           | 22            | 0    |
| Ret    | 27  | Alexander Sims         | Andretti-BMW  | 20  | Nehoda           | 5             | 0    |
| Ret    | 17  | Gary Paffett           | HWA-Venturi   | 13  | Řízení           | PL            | 0    |
| Ret    | 7   | José María López       | Dragon-Penske | 10  | Pohonná jednotka | 14            | 0    |
| Ret    | 5   | Stoffel Vandoorne      | HWA-Venturi   | 1   | Kolize           | 13            | 0    |
| Ret    | 2   | Sam Bird               | Virgin-Audi   | 1   | Kolize           | 16            | 0    |
| Ret    | 6   | Felipe Nasr            | Dragon-Penske | 1   | Technická závada | 18            | 0    |
| Zdroj: |     |                        |               |     |                  |               |      |

Poznámky
1. ↑  Jeden bod za nejrychlejší kolo závodu.
2. ↑  Tři body za pole position.
3. ↑  Sébastien Buemi obdržel trest přičtení 10 sekund k výslednému času za způsobení kolize.
4. ↑  Edoardo Mortara obdržel trest přičtení 16 sekund k výslednému času za nesprávnou aktivaci a použití druhého "módu pro útočení".

## Pořadí po závodě
Zdroj: 

### Pořadí jezdců
| +/– | Poř | Jezdec                 | Body |
| --- | --- | ---------------------- | ---- |
| 4   | 1   | António Félix da Costa | 62   |
|     | 2   | Jérôme d'Ambrosio      | 61   |
| 8   | 3   | Jean-Éric Vergne       | 54   |
| 3   | 4   | Sam Bird               | 54   |
| 2   | 5   | Lucas di Grassi        | 52   |

### Pořadí týmů
| +/– | Poř | Tým                       | Body |
| --- | --- | ------------------------- | ---- |
|     | 1   | Virgin-Audi               | 97   |
| 1   | 2   | Mahindra                  | 97   |
| 1   | 3   | Audi Sport ABT Schaeffler | 96   |
| 2   | 4   | DS Techeetah              | 95   |
|     | 5   | Andretti                  | 80   |